# Financial Times Global 500
 (novembre 2015).
Le Financial Times Global 500 est un classement annuel des plus grandes entreprises du monde pour montrer comment les fortunes des entreprises ont changé dans la dernière année, en soulignant la performance relative des pays et des secteurs. Les sociétés sont classées par capitalisation boursière. La capitalisation boursière est calculée en multipliant le prix de l'action par le nombre d'actions émises.

## Présentation
Pour chaque entreprise la page principale Global 500 montre le rang cette année et l'année précédente, le pays, la capitalisation boursière, le secteur, chiffre d'affaires, résultat net, actif total et nombre d'employés.